# Cine en curso
Cine en curso es un proyecto pedagógico que acerca el cine a escuelas e institutos a través de la elaboración de cortos cinematográficos por parte de los alumnos.  Los talleres están dirigidos a alumnos de entre 3º de primaria y 2º de Bachillerato. 
El proyecto se enmarca dentro la asociación A Bao A Qu. 

## Objetivos[4]
El proyecto tiene definidos dos objetivos principales:
- "Favorecer el descubrimiento por parte de niños y jóvenes del cine para entenderlo y comprenderlo como arte, creación y cultura". 
- "Desarrollar la capacidad pedagógica de la creación cinematográfica en el contexto educativo". 

## Historia[4]
Este proyecto cinematográfico se inició en 2005 en siete centros educativos de Cataluña.
Actualmente, también tiene presencia en Galicia, Euskadi, Madrid, Chile, Argentina y Alemania.
En 2013 se inició el proyecto en Argentina, Madrid y Galicia.
Un año después (2014) el proyecto viajó hasta Chile y en 2016 llegó al país europeo de Alemania (Brandenburg y Berlín) con el Film macht Schule.  
En 2017, también se inició proyecto en Euskadi (Zinema (h)abian en Euskadi).
El proyecto también fue el punto de partida para la creación de nuevos proyectos cinematográficos como "Jóvenes programadores" o "Moving Cinema", un proyecto europeo liderado por A Bao A Qu e iniciado en 2014 con el apoyo de Europa Creativa en la línea de MEDIA – Audience development. Además, 'Cine en curso' participa en otros proyectos europeos como 'Le cinéma, cien años de jeunesse'(Cinémathèque française) y CinEd (liderado por el Instituto français). 

## El equipo[7]
Dirección Núria Aidelman, Laia Colell
Coordinación Dani Molina, Laia Montañà, Glòria Puertas, Palmira Sabaté, Jan Ugarte
Galicia Mónica García (Filmoteca de Galicia), Lucía Vilela
Madrid Jonás Trueba
Alemania Claudia Ziegenfuß, Philipp Fröhlich (Kijufi)
Chile Felipe Correa (Asociación Gaticine)
Colaboradores Anna Fabra, Agnès Sebastià, Sonia Balcells, Isabel Ribera, Maria Roig

### Cineastas participantes
CATALUÑA Alba Bresolí, Blanca Camell Galí, Jaime Claret Muxart, Meritxell Colell, Raquel Cors, Alba Cros, Verónica Font, Pablo García Pérez de Lara, Pep Garrido, Mikel Gurrea, David Gutiérrez Camps, Martín Gutiérrez, Daniel Lacasa, Nico Martínez Millán, Jordi Morató, Pablo Paloma, Sergi Portabella, Jaime Puertas, Carlos Simón, Nely Reguera, Celia Rico, Berta Vicente VALENCIA Fran Ruvira, Daniel Tornero Miguel Ángel Delgado, Abel García Roble, David Martín de Santos, Lola Mayo, Óscar Pérez, Ana Serret, Jonás Trueba, Lorena Tudela GALICIA Xacio Baño, Jaione Camborda, Eloy Dominguez Serén, Marcos Flórez, Otto Roca, Ángel Santos, Alejandro Tarraf EUSKADI Irati Cano, Irati Gorostidi, Pello Gutiérrez, Malen Nicholson, Maider Oleaga ANDALUCÍA Meyer, Caroline Pizan, Annegret Sachse, Ljupcho Temelkovsky, Clara Trischler CHILE Teresa Arredondo, Ana Asúa, Felipe Correa, Esteban Cruz, Evaristo Jarawi, Pablo Maureira, Patricio Ortiz, Juan Pablo Sallato, Guillermo Söhrens, Raúl Venegas.
Ediciones anteriores Mercedes Álvarez, Carolina Astudillo, Pablo Baur, Javier Casas, Constanza Contreras, Maider Fernández Iriarte, Gina Ferrer, Alejo Franzetti, Luis Galter, Marta Lallana, Alex García, María Gardès, Óscar de Gispert, Miguel Mariño, Marco G, Jimena González, Sara Gutiérrez, Matías Herrera, Francisco Hervé, Mireia Ibars, Isaki Lacuesta, Juan López Lloret, Marcos Marín, Manuela Martelli, Corali Martin, Víctor Moreno, Helena Nogué, Óscar Pérez, Elisabeth Prandi, Miguel Ángel Rayón, Antonia Rossi, Guillermo Salinas, Domin LjupchoTemelkovski, Diana Toucedo, Antonio Trullén, Goizeder Urtasun, Arnau Valls, Gonzalo Verdugo, Javier Zoro.

## Films del proyecto[8]
Se pueden visionar todos los films realizados durante el proyecto (desde las ediciones del año 2005 hasta las actuales) en la página web del proyecto.